# Betty Loewen
Betty Loewen (* 17. März 1909 in Dozwiniacz (Polen); † 16. April 1973 in Berlin) war eine deutsche Schauspielerin und Hörspielsprecherin.

## Leben
Betty Loewen (Geburtsname: Betty Löwenkopf) wurde Ende der 1920er Jahre bei Jenny Schaffer in Dresden zur Schauspielerin ausgebildet. Es folgten Engagements am Albert-Theater in Dresden, am Leipziger Schauspielhaus und am Stadttheater Meißen. Da sie Jüdin war, konnte sie ihr Leben nur durch die Emigration 1934 aus Deutschland über Frankreich und die Tschechoslowakei nach England, wo sie 1939 eintraf, retten. In London spielte sie weiterhin Theater. 1947 traf sie wieder in Deutschland ein und nach einem kurzen Aufenthalt in Dresden folgte sie dem Ruf an das Berliner Ensemble unter der Leitung von Bertolt Brecht. Hier wirkte sie in solch bekannten Stücken wie Der Kaukasische Kreidekreis, Herr Puntila und sein Knecht Matti, Der gute Mensch von Sezuan, Arturo Ui und Die Gewehre der Frau Carrar. Es folgten einige Mitwirkungen in Spielfilmen der DEFA. Ihr Nachlass im Archiv der Akademie der Künste beweist, dass Betty Loewen während des Exils und bis nach dem Zweiten Weltkrieg mit dem Schriftsteller Max Zimmering verheiratet war. Die genauen Zeitpunkte der Hochzeit und der Scheidung sind aus den Unterlagen nicht ersichtlich.
Betty Loewen-Zimmering erhielt in der DDR die Medaille für Kämpfer gegen den Faschismus 1933 bis 1945. Ihre letzte Ruhestätte fand sie auf dem Friedhof der Dorotheenstädtischen und Friedrichswerderschen Gemeinden in der Berliner Chausseestraße 126.

## Filmografie
- 1957: Wo Du hin gehst ...
- 1960: Leute mit Flügeln
- 1962: Königskinder
- 1972: Die Bilder des Zeugen Schattmann (Fernsehmehrteiler)

## Theater
- 1947: Walentin Katajew: Ein Ruhetag (Frau Dutkina) – Regie: Charlotte Küter (Volksbühne Dresden)
- 1952: Nikolai Pogodin: Das Glockenspiel des Kreml – Regie: Ernst Busch (Berliner Ensemble im Deutschen Theater Berlin)
- 1954: Lo Ding/Chang Fan/Tschu Chin-nan: Hirse für die Achte – Regie: Manfred Wekwerth (Berliner Ensemble) (auch Fernsehaufzeichnung)
- 1957: Bertolt Brecht: Der gute Mensch von Sezuan (Tabakhändlerin) – Regie: Benno Besson (Berliner Ensemble)
- 1971: Bertolt Brecht: Die Gewehre der Frau Carrar (Frau Perez) – Regie: Ruth Berghaus (Berliner Ensemble)

## Hörspiele
- 1951: Friedrich Karl Kaul: Funkhaus Masurenallee (Ida Weber) – Regie: Gottfried Herrmann (Dokumentarhörspiel – Deutschlandsender (DDR))
- 1953: Nikolai Gogol: Die toten Seelen – Regie: Richard Hilgert (Hörspiel – Rundfunk der DDR)
- 1954: Frank Hardy: Geschäft in Melbourne – Regie: Heinz Kahlow (Hörspiel – Rundfunk der DDR)